# 돈 후아니즘
돈 후아니즘 ( Don Juanism ) 은 돈 후안주의로도 불리며 비임상용어로 어떤 남성이 다양한 여성 파트너와 성행위를 하고자 하는 욕망을 뜻한다. 이 용어는 돈 후안의 오페라에서 나온 말로 여성의 님포메니아에 해당한다.  이 용어는 정신 질환의 심리적 또는 법적 범주에서 정확도 있게 적용되지는 않는다.  
정신과 의사인 카를 융은 돈 후아니즘이 만나는 모든 여성에게서 어머니를 찾고자 하는 남성의 무의식적인 욕망이라고 생각하였다.  그는 돈 후아니즘에서 영웅심, 인내 및 의지의 힘이 포함된다고 생각하였다.  

## 같이 보기
- 행동화
- 자유연애주의
- 자코모 카사노바
- 성욕과다증
- 자기애적 인격장애
- 반복강박